# Money Money
Money Money – singel rumuńskiej piosenkarki Roxen, brazylijsko-włoskiego duetu producenckiego DMNDS i holenderskiego projektu muzycznego Strange Fruits Music. Kompozycja została wydana 27 sierpnia 2021 roku.
Po wydaniu piosenka odniosła komercyjny sukces w Rosji i Wspólnocie Niepodległych Państw. Kompozycja znalazła się na 3. miejscu listy Tophit Radio Hits, najczęściej odtwarzanych utworów w rosyjskich rozgłośniach radiowych. Utwór dotarł także na 7. miejsce na takiej samej liście tyle, że w WNP. Piosenka dotarła także na 6. miejsce zestawienia najczęściej odtwarzanych utworów w białoruskich rozgłośniach radiowych.

## Powstanie utworu i historia wydania
Piosenkę napisali i skomponowali kolejno Andrea Blanco, Felipe Concecao Da Silva, Gustav Nyström, Kristin Carpenter i Marcus White. Za produkcję odpowiada Alex Ghinea, Gustav Nyström i Rasmus Budny.
Singel ukazał się w formacie digital download 27 sierpnia 2021 globalnie za pośrednictwem wytwórni płytowej Global Records oraz w Polsce dzięki Warner Music Poland. Dodatkowo po premierze wydano wersję rozszerzoną.

## „Money Money” w stacjach radiowych
Nagranie było notowane na 3. miejscu w zestawieniu Tophit Radio Hits, najczęściej odtwarzanych utworów w rosyjskich rozgłośniach radiowych. Piosenka dotarła na 7. miejsce Tophit All Media Hits, liście, która łączy zestawienia najczęściej odtwarzanych utworów przez rosyjskie rozgłośnie radiowe i Rosjan w serwisie YouTube. Utwór zajął także 7. miejsce na obu takich samych listach, tyle że dla Wspólnoty Niepodległych Państw. Produkcja dotarła także na 6. miejsce zestawienia najczęściej odtwarzanych utworów w białoruskich rozgłośniach radiowych.

## Teledysk
Do utworu powstał teledysk, który udostępniono w dniu premiery singla za pośrednictwem serwisu YouTube. Do 4 lipca 2023 klip odtworzono ponad 3,4 miliony razy.

## Lista utworów
- Digital download[4]

1. „Money Money” –  2:30

- Digital download (Wersje alternatywne)[5]

1. „Money Money” (Extended Mix) – 3:45

## Notowania

### Pozycje na listach airplay
| Kraj     | Lista (2021)          | Najwyższa pozycja |
| -------- | --------------------- | ----------------- |
| Białoruś | Unistar Top 20        | 6                 |
| Rosja    | Tophit Radio Hits     | 3                 |
| Rosja    | Tophit All Media Hits | 7                 |
| WNP      | Tophit Radio Hits     | 7                 |
| WNP      | Tophit All Media Hits | 7                 |